# Horsfieldia australiana
Horsfieldia australiana är en tvåhjärtbladig växtart som beskrevs av Stanley Thatcher Blake. Horsfieldia australiana ingår i släktet Horsfieldia och familjen Myristicaceae. Inga underarter finns listade i Catalogue of Life.